# Guthrum
Guthrum (zm. ok. 890), niekiedy jako Guthrum I, ochrzczony jako Æthelstan – król duńskich wikingów zamieszkujących Danelagh.

## Danelagh

Pięć burgów oraz Midlandy na początku X wieku

Chociaż nie wiadomo, jak Guthrumowi udało się połączyć dziedziny wszystkich wodzów Danelaghu, już w roku 874 wydał wojnę królowi Alfredowi z Wessexu. Do 876 roku zajął część Mercji oraz Nortumbrii, a następnie ruszył na Wessex, gdzie na wschodnim wybrzeżu starł się z Alfredem. Później opłynął Poole Harbour, by połączyć się z innymi wikińskimi armiami, pustoszącymi ziemie między rzekami Trent i Frome. Według Assera pierwsze starcie zakończyło się zwycięstwem wikingów, którzy zdobyli castellum, jak również ziemne wały zwane Wareham, gdzie stał konwent zakonnic. Alfred wynegocjował pokój, który trwał zaledwie rok – Guthrum ruszył w głąb Wessexu, zmuszając Sasa do przyjmowania potyczek, które po kolei wygrywał. Po zajęciu Exeteru Alfred ponownie wyjednał pokój, zaś wikingowie udali się na zimowe leża do Gloucester.

## Atak z zaskoczenia
6 stycznia 878 roku, w święto objawienia pańskiego, Guthrum dokonał nocnego ataku na dwór Alfreda w Chippenham w Wiltshire. Sasi, celebrujący święto, zostali zaskoczeni – przypuszcza się, iż Wulfhere, Ealdorman Wiltshire dopuścił do napadu przez zaniedbanie lub nawet zdradę, gdyż po powrocie Alfreda do władzy, później tego samego roku, został pozbawiony tego stanowiska.
Alfred zbiegł wraz z kilkoma towarzyszami i ukrył się w małej wiosce Athelney na mokradłach Somerset. Przez kolejne miesiące zbierał armię i atakował wikingów po partyzancku. Ostatecznie zwołał popleczników do Egbert's Stone i udał się do Ethandun, by pogromić Guthruma.

## Porażka
Guthrum prawdopodobnie podbiłby Wessex, gdyby nie porażka pod Edington. Po niej cała jego armia została rozgromiona i zbiegła do obozu, który natychmiast został oblężony przez Alfredowy fyrd. Według "Kroniki anglosaskiej", Guthrumowi udało się wynegocjować korzystny dla niego pokój. Kronika odnotowuje:
"Wówczas armia najeźdźców przekazała mu (Alfredowi) zakładników oraz przysięgła, iż opuści jego królestwo, jak również, że ich król (Guthrum) ochrzci się; dotrzymali słowa. Trzy tygodnie później, król Guthrum przybył doń, jako jeden z trzydziestu najgodniejszych ludzi w armii pod Aller – a to jest w pobliżu Athelney – zaś król przyjął jego chrzest; krzyżmo uświęcone zostało pod Wedmore."

### Chrzest i pokój
Zgodnie z traktatem z Wedmore ustalono granice pomiędzy ziemiami Alfreda i Guthruma, ten ostatni zaś przyjął chrześcijaństwo wraz z imieniem Æthelstana; ojcem chrzestnym był sam Alfred. Chrzest Guthruma posłużył jako przysięga wierności i prawne dopełnienie traktatu, co było ważne zarówno z punktu religijnego jak i politycznego.
Chrzest Guthruma nie przyniósł, rzecz jasna, osłabienia rządu nad Danelaghiem, zdobytym w trakcie podbojów. Przeciwnie – przyniósł szacunek chrześcijańskich społeczności oraz legitymizację władzy. Chrześcijańskie imię "Æthelstan", noszone także przez brata Alfreda, "upewniło" poddanych, iż będą rządzeni przez chrześcijańskiego króla, nie pogańskiego wodza.
Guthrum dotrzymał postanowień traktatu i nie najeżdżał pogranicza dzielącego Danelagh od angielskiej Anglii. Nie będąc w stanie podbić Wessexu, skierował się ku ziemiom na wschodzie, przyznanym mu porozumieniem. Wycofał wojska z zachodu i osiadł w Anglii Wschodniej w 879 roku, gdzie pozostał do końca życia w 890 roku. Według "Roczników Św. Neotsa" Guthrum został pochowany w Headleage, które historycy identyfikują jako Hadleigh.

## Kultura popularna
Guthrum pojawia się w kilku utworach:
- w serii powieści historycznych Bernarda Cornwella z cyklu The Saxon Stories
- w wierszu Gilbert Keitha Chestertona The Ballad of the White Horse
- w powieściach Waltera Hodgesa The Namesake oraz The Marsh King
- w serialu Upadek królestwa z 2015 r.